# Tommy Bolin
Thomas Richard "Tommy" Bolin (Sioux City, Iowa, 1 de agosto de 1951-4 de diciembre de 1976) fue un guitarrista estadounidense que colaboró en agrupaciones como Zephyr, The James Gang y Deep Purple.

## Inicios
Tommy Bolin empezó tocando en bandas amateurs de la localidad de Sioux City hasta la mitad de su adolescencia. Luego al mudarse a Boulder, Colorado, empezó a tocar en una banda llamada American Standard que logró ser la banda residente de un sitio llamado The Family Dog donde en una oportunidad tuvieron a Jimi Hendrix como invitado.
Más adelante fue guitarrista de Ethereal Zephyr, banda que acortó su nombre a Zephyr, tras sugerencia de una compañía de grabación que se interesó en ellos. Esta banda incluía a Bolin en la guitarra, David Givens en el bajo, Candy Givens en las voces y Robbie Chamberlin en la batería. La banda empezó a hacer giras, abriendo los shows de bandas grandes como Led Zeppelin. En su segundo álbum, llamado Going Back to Colorado, ya contaban con un nuevo baterista llamado Bobby Berge, quien luego colaboraría en los proyectos solistas de Bolin.

## Carrera
En 1974, Tommy Bolin firmó con la empresa Nemperor Records para grabar un álbum solista. La idea que él tenía en mente era formar un abanico de ritmos utilizando todos los músicos sesionistas que conocía. Por idea de Brian Wilson, Bolin decidió cantar a la hora de grabar. Dentro de los sesionistas que participaron en sus grabaciones, puede nombrarse a David Sanborn, Jan Hammer, Stanley Sheldon, Phil Collins y Glenn Hughes entre otros. Precisamente fue este último quien consideró a Bolin para reemplazar a Ritchie Blackmore en Deep Purple.(En una entrevista a Jon Lord, menciona que David Coverdale fue hasta su casa con un disco de Billy Cobham: "Spectrum" (en el cual Tommy tocó como músico invitado) y le sugirió sumarse a tocar con ellos. Según las palabras de Lord: "invitamos a tocar a Tommy y el resultado fue inimaginable, empezamos de vuelta con muchas ganas". También colaboró con Billy Cobham (en 1973), el célebre baterista de Mahavishnu Orchestra. Las cualidades de Bolin pueden ser apreciadas en toda su magnitud en el impresionante solo de guitarra que ejecuta en Quadrant 4.
También realizó colaboraciones con músicos como el ya citado Billy Cobham y Alphonse Mouzon, y fue también miembro permanente de otros grupos como "Energy" y "Moxy", entre 1972 y 1975.  
A partir de 1975 Tommy Bolin comienza con su carrera como solista, publicando el disco debut titulado "Teaser", el cual logró llamar la atención entre el público amante del rock duro, y generándole a su vez numerosos fanes en Estados Unidos.

## Deep Purple
En el año de 1975, tras la salida del guitarrista Ritchie Blackmore de Deep Purple, Tommy Bolin se une al grupo como su reemplazo, a sugerencia del cantante David Coverdale, y graban el disco Come Taste The Band, el cual recibe buenas críticas por parte de la prensa especializada, pero no obtiene grandes ventas debido a la mala publicidad de la compañía discográfica. De cualquier modo, la mezcla de hard rock con funk y tintes de soul dejaban ver, y oír, una clara evolución en el sonido de la banda inglesa.
Así, la banda formada por John Lord (teclados), Ian Paice (batería), David Coverdale (voz), Glenn Hughes (bajo y voz) y el propio Tommy Bolin en la guitarra y voz, se embarcan en una gran gira mundial que resulta caótica como resultado, por un lado, por el abuso de drogas y alcohol por parte de Bolin, y en menor medida de Hughes; y por otro, debido al rechazo que parte del público sentía hacia el músico estadounidense. 
Finalmente el tour fue suspendido en marzo de 1976, tras un polémico concierto en Liverpool (donde el guitarrista interrumpe su actuación para discutir con un sector del púbico que lo abucheaba), lo que marca el fin de una alineación que podía haber dado mejores frutos si hubieran conseguido en general un poco de estabilidad en la banda, y en Bolin en particular.

## Solista
No obstante esta ruptura, Tommy Bolin había decidido ya retomar su carrera como solista, forma Tommy Bolin Band (que incluía entre sus filas a Norma Jean Bell, quien había tocado anteriormente con músicos como Frank Zappa y John McLaughlin) y comenzó a promocionar su disco Private Eyes, sin embargo, el músico fallecería en el mes de diciembre de 1976, a la edad de 25 años, en una habitación de un hotel de Miami, víctima de su adicción a la heroína, la cocaína y al alcohol, y mientras actuaba como telonero de la gira que por aquella época realizaba el inglés Jeff Beck en Estados Unidos.
Tras su muerte, se editó en 1977, en su honor, el disco Last Concert in Japan, que pese a no contener uno de los mejores conciertos ofrecidos por Deep Purple, se convierte en un testimonio del potencial que podía haber alcanzado como músico con el paso de los años.
Actualmente The Bolin Foundation, dirigida por sus familiares, es una organización no lucrativa dedicada a mantener vivo el legado musical de Tommy Bolin, y gracias a la cual se ha podido rescatar y publicar diversos conciertos y sesiones de grabación desconocidas de este músico norteamericano.

## Discografía

### Zephyr
- Zephyr (1969)
- Going back to Colorado (1971)

### Sesionista
- Spectrum, Billy Cobham (1973)
- Mind Transplant, Alphonse Mouzon (1974)

### Deep Purple
- Come Taste the Band (1975)
- Last Concert in Japan (1977)
- King Biscuit Flower Hour Presents: Deep Purple in Concert (1995)
- On the Wings of a Russian Foxbat - Live in California 1976 (1995)
- Days May Come and Days May Go - The California Rehearsals Volume 1 - (2000)
- 1420 Beachwood Drive - The California Rehearsals Volume 2 - (2000)
- Deep Purple: Extended Versions (2000)
- This Time Around: Live in Tokyo (2001)

### Solista

#### Estudio
- Teaser (1975)
- Private Eyes (1976)
- From the Archives, Vol. 1 (1996)
- The Bottom Shelf (1997)
- From the Archives, Vol. 2 (1998)
- Energy (1999)
- Snapshot (1999)
- Naked (2000)
- Naked (2002)
- After Hours: The Glen Holly Jams - Volume 1 (2004)
- Whips And Roses (2006)
- Whips And Roses II (2006)

#### En vivo
- Live at Ebbets Field 1974 (1997)
- Live at Ebbets Field 1976 (1997)
- Live at Northern Lights Recording Studio (1997)
- The Energy Radio Broadcasts (1998)
- First Time Live (2000)
- Live 9/19/76 (2001)
- Live in Miami at Jai Alai: The Final Show (2002)
- Alive on Long Island (2003)
- Tommy Bolin and Energy Live (2003)
- Albany 9/20/76 (2004)
- Live at the Jet Bar (2004)

#### Compilaciones
- The Ultimate: The Best of Tommy Bolin (1989)
- Come Taste the Man (1999)

#### Participación en solos
- Moxy I (1975)